# Auditorio Banamex
El Auditorio Banamex (anteriormente Auditorio Citibanamex o Auditorio Coca-Cola), ubicado dentro del Parque Fundidora en la ciudad de Monterrey, Nuevo León, está considerado actualmente como una de las salas para realización de espectáculos más funcionales de México. Desde su reinauguración en septiembre de 2010, ha albergado una gran cantidad de eventos nacionales e internacionales.

## Historia
El Auditorio Coca-Cola, enclavado en el corazón del Parque Fundidora en la ciudad de Monterrey, llegó a ser uno de los inmuebles más reconocidos de Hispanoamérica durante sus trece años de funcionamiento, entre 1994 y 2007, año en que cerró sus puertas para entrar en un proceso de renovación y rediseño.
Casi tres años después, el 22 de septiembre de 2010, reanudó actividades, ahora completamente cerrado y climatizado, con mobiliario renovado, calidad maximizada de visión, impecable diseño acústico, configuraciones flexibles para diversos aforos —desde 2500 hasta 8000 personas— y un concepto reajustado de comodidad.
Fue con la presentación de Vicente Fernández que se dio por reinaugurado el inmueble que ahora lleva por nombre Auditorio Banamex, y que es operado por OCESA, empresa promotora de espectáculos. Después de 50 de los mejores eventos nacionales e internacionales -con 64 funciones en total-, y más de 300.000 asistentes (cifras con las que se cerró el primer año de operaciones), este recinto sigue escribiendo la historia del entretenimiento fuera de casa en el país con otro regreso a los escenarios, el de una de las agrupaciones más emblemáticas y representativas en la historia del rock en Hispanoamérica, Caifanes, que apadrinaron su primer aniversario con dos representaciones completamente agotadas. El 22 de septiembre de 2012 con la presentación de la gira Licenciado Cantinas del español, Enrique Bunbury, se celebró el segundo aniversario de este representativo inmueble.
Algunos de los eventos que se presentaron durante el 2010 en Auditorio Banamex incluyeron Kiss, Chayanne, Bunbury, Premios Oye!, Miguel Bosé, Camila, Calamaro, entre otros, mientras que el 2011 albergó exitosos eventos como Britney Spears, Enrique Iglesias, Iron Maiden, Luis Miguel, Rammstein, Zoé, Interpol, The Strokes, Slayer, Caifanes, Alejandra Guzmán y Moderatto, Gloria Trevi, Duelo y Encuentro Mundial de Valores, entre muchos otros.
El 2012 ha visto desfilar hasta ahora y entre otros a The Kooks, Apocalyptica, Anthrax, Bob Dylan, Emmanuel, Franco de Vita, Yuri, La Leyenda, Pesado, Los Claxons, los impresionantes espectáculos internacionales A Muse, The Illusionists y Fire of Anatolia, y los concurridos regresos de Vicente Fernández, Duelo y Bunbury, este último siendo el padrino del segundo aniversario del Auditorio, presentando su gira Licenciado Cantinas ante un inmueble completamente lleno.
En 2013 la cantante mexicana Lila Downs y el grupo juvenil The Jonas Brothers se hicieron presentes en dicho Auditorio.
Entre los años 2015 y 2019 se presentaron artistas como Tokio Hotel, Hatsune Miku, Soy Luna,Maroon 5, Fifth Harmony,  5 Seconds of Summer, Demi Lovato, Ed Sheeran, Paulo Londra, Ha*Ash, Yuridia, Alicia Villarreal, Christina Aguilera, entre otros.

## Características

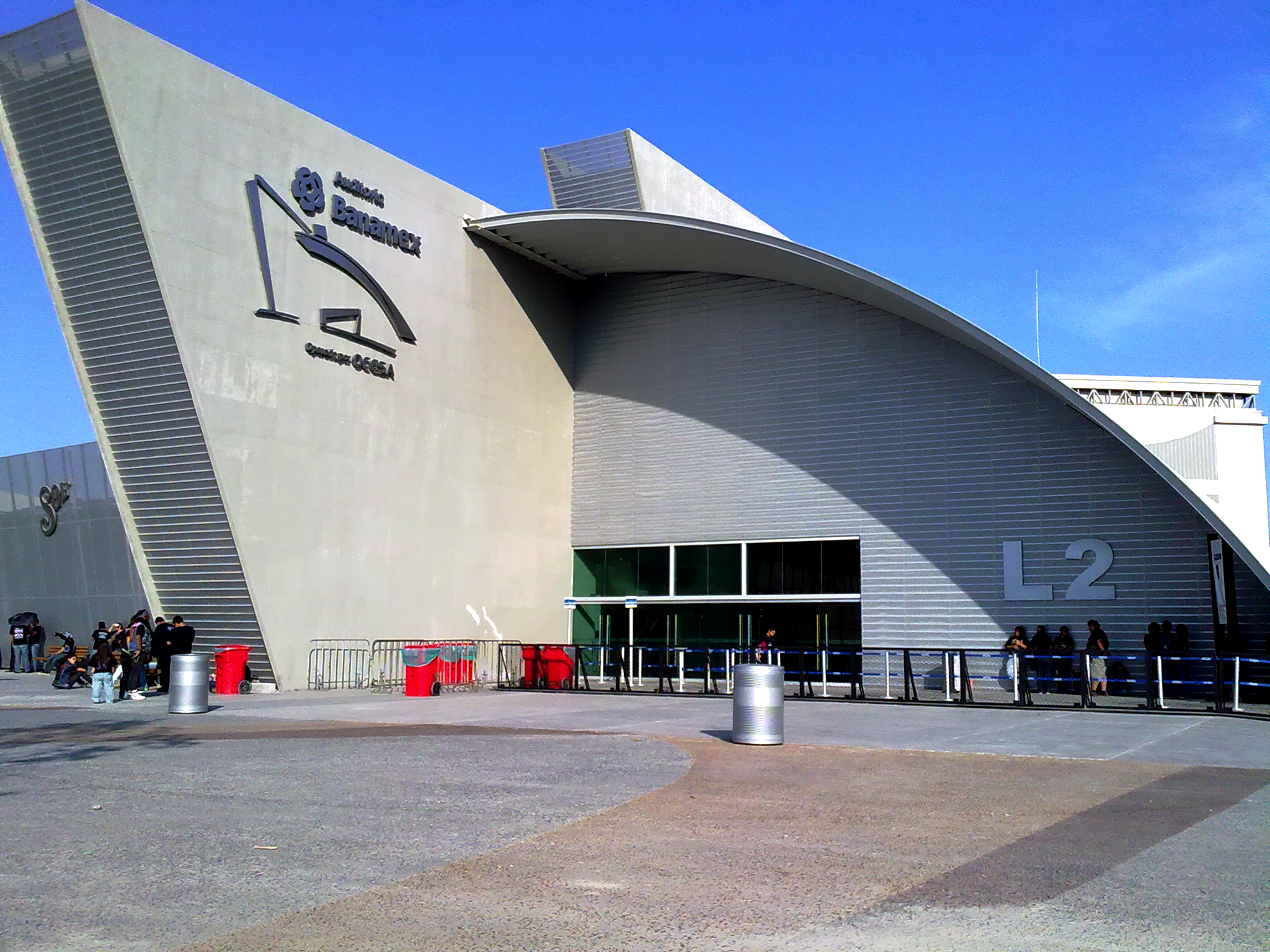
Vista exterior del edificio

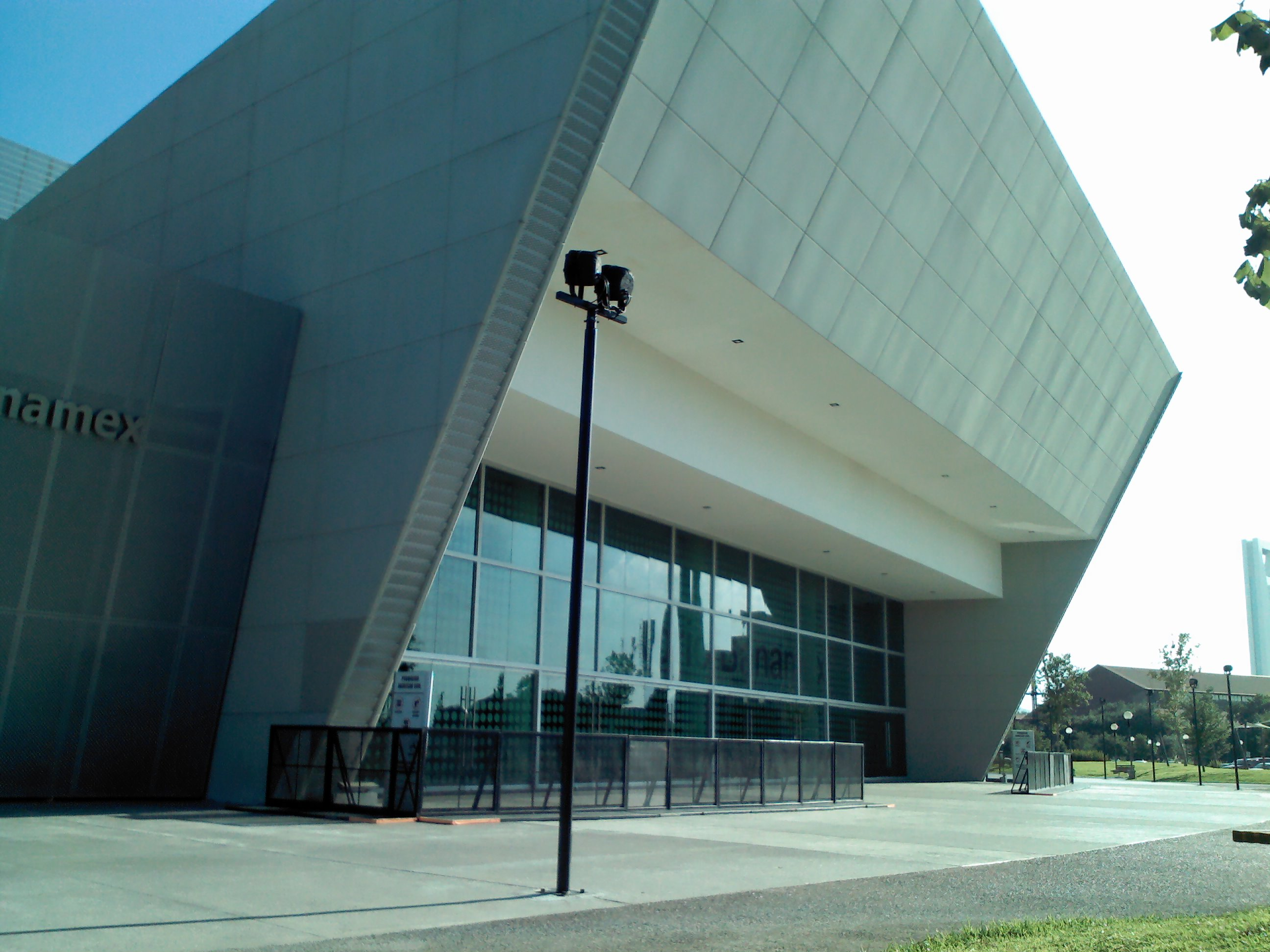
Auditorio Banamex

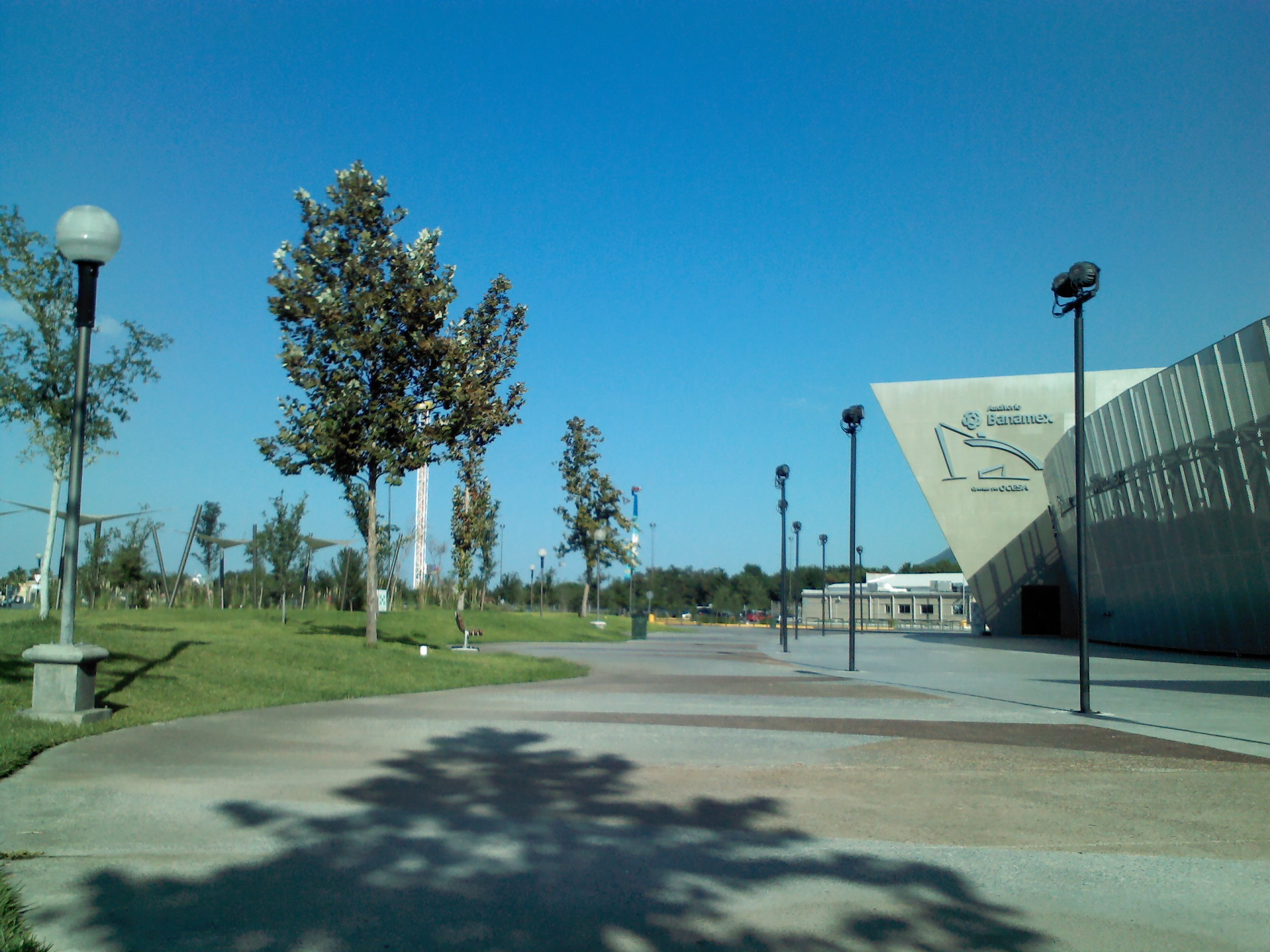
El auditorio y el parque

Las zonas en las que se divide el recinto son: Beyond (la más cercana al escenario), Platinum (ubicadas justo detrás de la zona de Suites, a la altura de la consola de sala) y Perfiles (esta tercera con una distancia máxima de 60 m desde la última butaca hasta el escenario, lo que todavía permite una excelente visibilidad).
Auditorio Citibanamex cuenta con:
- 14 Áreas de alimentos y bebidas (4 de alimentos, 9 de snack bar y 1 de bar)
- 14 Suites con servicio y atención especial, así como ubicación privilegiada
- 2 Salones multifuncionales
- 1 Estacionamiento con capacidad de 2.500 automóviles
- 6 camerinos de lujo
- Sala de Prensa
- Comedor
- Enfermería
- Servicios para personas con capacidades diferentes

Las características más destacables on:
- Operación y producción de clase mundial
- Excelente diseño acústico
- Inmueble techado y climatizado
- Magnífica visibilidad desde cualquier lugar
- Cómoda butaquería
- Amplia oferta de alimentos y bebidas
- Los mejores eventos nacionales e internacionales
- Fácil acceso (instalado en el corazón del Parque Fundidora)
- Inmueble 100% libre de humo de tabaco
- Capacidad promedio: 7000 personas cómodamente sentadas
- Configuraciones especiales: Desde 2500 hasta 8000 personas

### Algunos datos técnicos
- Medidas frente: 40 m
- Fondo: 20 m
- Altura: 20 m de altura rigging
- Consola a 27 m del escenario con capacidad para alimentar un rayo láser
- Toma de agua para enfriamiento de equipos
- Área de carga y descarga para 7 tráileres
- Subestación eléctrica
- Equipo de iluminación.